# Nhảy cầu tại Đại hội Thể thao Đông Nam Á 2021
Nhảy cầu là một trong những môn thể thao được tranh tài tại Đại hội Thể thao Đông Nam Á 2021 ở Việt Nam, được tổ chức từ ngày 08 đến 11 tháng 05 năm 2022 (vì tình hình Đại dịch COVID-19 lúc đó diễn biến rất phức tạp tại các quốc gia Đông Nam Á), tại Cung Thể thao dưới nước Mỹ Đình ở thành phố Hà Nội.
Tại đại hội lần này, nhảy cầu sẽ có bốn nội dung huy chương theo giới tính, tổng cộng có 8 bộ huy chương gồm các nội dung: đơn 1m cầu mềm, đơn 3m cầu mềm, đôi 3m cầu mềm và đôi 10m cầu cứng. Mỗi nội dung sẽ có 2 bộ huy chương gồm 1 bộ huy chương cho nội dung nam và 1 bộ huy chương cho nội dung nữ.

## Địa điểm
| Hà Nội                          |
| ------------------------------- |
| Cung Thể thao dưới nước Mỹ Đình |
| Sức chứa: 5.800                 |
| không khung                     |

## Lịch thi đấu
Môn nhảy cầu thi đấu từ ngày 08 đến 11 tháng 05 năm 2021, với lịch thi đấu cụ thể như sau:
| Ngày        | Thời gian     | Nội dung                         |
| ----------- | ------------- | -------------------------------- |
| 08 tháng 05 | 15:00 - 15:40 | Đơn nữ cầu mềm 1m (chung kết)    |
| 08 tháng 05 | 15:40         | Khởi động                        |
| 08 tháng 05 | 16:10 - 17:00 | Đôi nam cầu mềm 3m (chung kết)   |
| 08 tháng 05 | 17:00         | Trao huy chương                  |
| 09 tháng 05 | 15:00 - 15:40 | Đơn nam cầu mềm 1m (chung kết)   |
| 09 tháng 05 | 15:40         | Khởi động                        |
| 09 tháng 05 | 16:10 - 17:00 | Đôi nữ cầu mềm 3m (chung kết)    |
| 09 tháng 05 | 17:00         | Trao huy chương                  |
| 10 tháng 05 | 09:00 - 10:10 | Đơn nữ cầu mềm 3m (đấu loại)     |
| 10 tháng 05 | 09:40         | Khởi động                        |
| 10 tháng 05 | 10:10 - 15:00 | Đôi nam cầu cứng 10m (đấu loại)  |
| 10 tháng 05 | 15:00 - 16:10 | Đơn nữ cầu mềm 3m (chung kết)    |
| 10 tháng 05 | 15:40         | Khởi động                        |
| 10 tháng 05 | 16:10 - 17:00 | Đôi nam cầu cứng 10m (chung kết) |
| 10 tháng 05 | 17:00         | Trao huy chương                  |
| 11 tháng 05 | 09:00 - 09:40 | Đơn nam cầu mềm 3m (đấu loại)    |
| 11 tháng 05 | 09:40         | Khởi động                        |
| 11 tháng 05 | 10:10 - 15:00 | Đôi nữ cầu cứng 10m (đấu loại)   |
| 11 tháng 05 | 15:00 - 15:40 | Đơn nam cầu mềm 3m (chung kết)   |
| 11 tháng 05 | 15:40         | Khởi động                        |
| 11 tháng 05 | 16:10 - 17:00 | Đôi nữ cầu cứng 10m (chung kết)  |
| 11 tháng 05 | 17:00         | Trao huy chương                  |

## Kết quả

### Đơn nữ cầu mềm 1m
| Thứ hạng | Vận động viên                  | Quốc gia    | Thành tích | Thành tích | Thành tích | Thành tích | Thành tích | Thành tích |
| Thứ hạng | Vận động viên                  | Quốc gia    | Lần 1      | Lần 2      | Lần 3      | Lần 4      | Lần 5      | Điểm tổng  |
| -------- | ------------------------------ | ----------- | ---------- | ---------- | ---------- | ---------- | ---------- | ---------- |
| 1        | Nur Dhabitah Sabri             | Malaysia    | 57.60      | 63.70      | 51.75      | 57.60      | 59.80      | 290.45     |
| 2        | Kimbrely Qian Ping Bong        | Malaysia    | 52.80      | 50.70      | 33.35      | 44.40      | 48.75      | 230.00     |
| 3        | Ngô Phương Mai                 | Việt Nam    | 50.40      | 44.20      | 42.55      | 45.60      | 41.25      | 224.00     |
| 4        | Ariana Hannah Drake Talingting | Philippines | 42.00      | 35.65      | 44.40      | 45.50      | 39.60      | 207.15     |
| 5        | Kay Yian Fong                  | Singapore   | 43.20      | 48.10      | 30.00      | 35.65      | 47.30      | 204.25     |
| 6        | Mira Dewan                     | Singapore   | 44.40      | 33.35      | 28.80      | 37.70      | 37.40      | 181.65     |
| 7        | Nguyễn Phương Anh              | Việt Nam    | 28.05      | 39.60      | 32.00      | 33.60      | 29.70      | 162.95     |
| 8        | Kwanchnok Khunboonjan          | Thái Lan    | 34.80      | 38.40      | 25.30      | 27.30      | 23.75      | 149.55     |

### Đôi nam cầu mềm 3m
| Thứ hạng | Vận động viên                    | Quốc gia | Thành tích |
| -------- | -------------------------------- | -------- | ---------- |
| 1        | Chew Yi Wei Ooi Tze Liang        | Malaysia | 395.79     |
| 2        | Nguyễn Tùng Dương Phương Thế Anh | Việt Nam | 305.64     |

### Đơn nam cầu mềm 1m
| Thứ hạng | Vận động viên                  | Thành tích | Thành tích | Thành tích | Thành tích | Thành tích | Thành tích | Thành tích |
| Thứ hạng | Vận động viên                  | Lần 1      | Lần 2      | Lần 3      | Lần 4      | Lần 5      | Lần 6      | Điểm       |
| -------- | ------------------------------ | ---------- | ---------- | ---------- | ---------- | ---------- | ---------- | ---------- |
| 1        | Ooi Tze Liang (MAS)            | 59.80      | 62.40      | 66.00      | 57.00      | 64.50      | 68.00      | 377.70     |
| 2        | Avvir Tham (SGP)               | 43.20      | 44.85      | 38.40      | 57.20      | 64.00      | 38.75      | 286.40     |
| 3        | Bertrand Rhodict (MAS)         | 46.50*     | 52.00      | 39.10      | 46.50      | 46.20      | 54.60      | 284.90     |
| 4        | Chawanwat Junthaphadawon (THA) | 60.45      | 39.00      | 18.00      | 56.00      | 57.00      | 51.00      | 281.45     |
| 5        | Phương Thế Anh (VIE)           | 49.20      | 42.90      | 40.25      | 36.00      | 37.40      | 42.50      | 248.25     |
| 6        | Nguyễn Tùng Dương (VIE)        | 36.40      | 41.40      | 0.00       | 49.60      | 45.00      | 50.70      | 223.10     |

### Đôi nữ cầu mềm 3m
| Thứ hạng | Vận động viên                             | Thành tích | Thành tích | Thành tích | Thành tích | Thành tích | Thành tích |
| Thứ hạng | Vận động viên                             | Lần 1      | Lần 2      | Lần 3      | Lần 4      | Lần 5      | Điểm       |
| -------- | ----------------------------------------- | ---------- | ---------- | ---------- | ---------- | ---------- | ---------- |
| 1        | Malaysia · Ng Yan Yee · Ong Ker Ying      | 47.40      | 48.00      | 61.20      | 65.70      | 54.00      | 276.30     |
| 2        | Việt Nam · Mai Hồng Hạnh · Ngô Phương Mai | 44.40      | 43.80      | 49.41      | 49.56      | 50.40      | 237.67     |
| 3        | Singapore · Fong Kay Yian · Ashlee Tan    | 42.60      | 43.20      | 38.88      | 52.65      | 52.08      | 229.41     |

## Danh sách huy chương
| Nội dung                  | Vàng                                                   | Bạc                                           | Đồng                                        |
| ------------------------- | ------------------------------------------------------ | --------------------------------------------- | ------------------------------------------- |
| Giải đơn 1m cầu mềm nam   | Malaysia · Ooi Tze Liang                               | Singapore · Avvir Tham                        | Malaysia · Bertrand Rhodict Anak Lises      |
| Giải đơn 1m cầu mềm nữ    | Malaysia · Nur Dhabitah Sabri                          | Malaysia · Kimberly Bong                      | Việt Nam · Ngô Phương Mai                   |
| Giải đơn 3m cầu mềm nam   | Malaysia · Chew Yi Wei · Ooi Tze Liang                 | Việt Nam · Nguyễn Tùng Dương · Phương Thế Anh | —                                           |
| Giải đơn 3m cầu mềm nữ    | Ng Yan Yee · Malaysia                                  | Ong Ker Yin · Malaysia                        | Fong Kay Yian · Singapore                   |
| Giải đôi 3m cầu mềm nam   | Muhammad Syafiq Puteh · Malaysia                       | Gabriel Gilbert Daim · Malaysia               | Chawanwat Junthaphadawon · Thái Lan         |
| Giải đôi 3m cầu mềm nữ    | Malaysia · Ng Yan Yee · Ong Ker Yin                    | Việt Nam · Mai Hồng Hạnh · Ngô Phương Mai     | Singapore · Fong Kay Yian · Ashlee Tan      |
| Giải đôi 10m cầu cứng nam | Malaysia · Jellson Jabillin · Hanis Nazirul Jaya Surya | Singapore · Jonathan Chan · Max Lee           | Việt Nam · Nguyễn Quang Đạt · Đặng Hoàng Tú |
| Giải đôi 10m cầu cứng nữ  | Malaysia · Pandelela Rinong · Nur Dhabitah Sabri       | Singapore · Ong Sze En · Ong Rei En           | —                                           |

## Bảng tổng sắp huy chương
Đối với các nội dung cá nhân mỗi nước được cử tối đa 2 vận động viên tham dự thi đấu không có dự bị. Đối với các nội dung đôi mỗi nước được cử tối đa 1 đội tham dự thi đấu bao gồm tối đa 2 vận động viên không có dự bị. Tổng cộng mỗi nước được cử tối đa 4 vận động viên nam và 4 vận động viên nữ tham dự thi đấu.
| Hạng               | Đoàn               | Vàng | Bạc | Đồng | Tổng số |
| ------------------ | ------------------ | ---- | --- | ---- | ------- |
| 1                  | Malaysia (MAS)     | 8    | 3   | 1    | 12      |
| 2                  | Singapore (SGP)    | 0    | 3   | 1    | 4       |
| 3                  | Việt Nam (VIE)     | 0    | 2   | 2    | 4       |
| 4                  | Thái Lan (THA)     | 0    | 0   | 1    | 1       |
| Tổng số (4 đơn vị) | Tổng số (4 đơn vị) | 8    | 8   | 5    | 21      |